# Боркув (Люблінське воєводство)
Боркув (пол. Borków) — село в Польщі, у гміні Ґарбув Люблінського повіту Люблінського воєводства.
Населення — 281 особа (2011).

## Демографія
Демографічна структура станом на 31 березня 2011 року:
|          | Загалом | Допрацездатний вік | Працездатний вік | Постпрацездатний вік |
| -------- | ------- | ------------------ | ---------------- | -------------------- |
| Чоловіки | 130     | 22                 | 93               | 15                   |
| Жінки    | 151     | 37                 | 87               | 27                   |
| Разом    | 281     | 59                 | 180              | 42                   |